# UNOCI
L'operazione delle Nazioni Unite in Costa d'Avorio (UNOCI dall'inglese United Nations Operation in Côte d'Ivoire) è una missione di peacekeeping delle Nazioni Unite. Compito della missione è quello di "facilitare la realizzazione del trattato di pace firmato dai partiti della Costa d'Avorio nel gennaio del 2003" dopo la fine della guerra civile in Costa d'Avorio.

## Storia
La missione fu autorizzata il 27 febbraio 2004, ed è diventata effettiva nell'aprile dello stesso anno con la durata iniziale di un anno. Il mandato però è stato più volte rinnovato, attualmente la scadenza della missione è per il giugno 2007. La composizione del battaglione era di 7.200 soldati.
Nel gennaio 2006 dei sostenitori del presidente Laurent Gbagbo hanno invaso la base ONU di Guiglo.
Per evitare che il paese precipitasse nuovamente nella guerra civile nel febbraio 2006 su richiesta del segretario generale delle Nazioni Unite Kofi Annan 800 soldati dal contingente ONU presente in Liberia furono spostati in Costa d'Avorio.Degli 8.000 soldati presenti 4.000 sono francesi, gli altri provengono da 41 paesi diversi.
Durante la missione 21 peacekeepers e 4 funzionari dell'ONU sono morti durante dei conflitti a fuoco.